# Моніка Буховець
Моніка Буховець (пол. Monika Buchowiec; 30 жовтня 1982, м. Сім'ятичі, нині Підляське воєводство, Польща) — польська акторка кіно, театру й телебачення.
Підліткою відвідувала заняття театральної майстерні «Klaps» Антоніни Соколовської. В 2005 році закінчила Державну вищу школу кіно, телебачення і театру імені Леона Шиллера, що у Лодзі, у якій навчалась на акторському факультеті.
Буховець грала в таких кінокартинах, як «Подорож» і «Майстер», за участь в яких була відзначена на Загальнопольському фестивалі кіномистецтва «Провінціоналія», а також телесеріалах «Екзамен з життя», «Плебанія», «Пансіонат Під Рожею».
У 2006—2008 роках виступала в Сілезькому театрі в Катовицях. Є акторкою Нового театру в Лодзі (у 2005—2006 рр. та з 2008 року).

## Фільмографія
- 2004: «Пансіонат „Під рожею“» (пол. Pensjonat pod Różą) − Віола,
- 2005: «Плебанія» (пол. Plebania) − студентка,
- 2005: «Майстер» (пол. Mistrz) − Анна,
- 2005–2008: «Екзамен з життя» (пол. Egzamin z życia) − Магда Беднаж,
- 2006: «Подорож» (Podróż) − ювелір,
- 2006: «Холодна Кенія» (англ. Cold Kenya) − секретарка,
- 2007: «Хвала злочину» (пол. Fala zbrodni) − Йовіта,
- 2007: «З милості» (пол. Z miłości) − Роза,
- 2009: «Ранчо» (пол. Ranczo) − Марта,
- 2010: «Клуб шалених дівиць» (пол. Klub szalonych dziewic) − Йоанна Тилич,
- 2010: «Non sono pronto»,
- 2011: «Комісар Алекс» (пол. Komisarz Alex) − Кінга,
- 2011: «Отець Матеуш» (пол. Ojciec Mateusz) − Еліза Цьвік,
- 2012: «Перше слово» (пол. Pierwsze słowo) — Йолка,
- 2013: «На добре і на зле» (пол. Na dobre i na złe) − Гражина,
- 2014: «Лікарі» (пол. Lekarze) − Пауліна Мікульська.